# Cinema argentino
Il cinema argentino fa riferimento a tutte le opere audiovisive prodotte nello stato omonimo.

## Le origini
Alla fine dell'Ottocento, presso il Teatro Odeón di Buenos Aires, viene proiettato il primo film di Auguste e Louis Lumière. 
La bandiera argentina, è, invece, il primo filmato girato da un operatore argentino, tale Federico Fidger.
Mario Gallo è il pioniere della settima arte dello stato sudamericano. Il suo El fusilamiento de Dorrego è ritenuto essere l'esordio del cosiddetto cinema narrativo. 
Da menzionare anche l'importante intervento del cineasta Quirino Cristiani, un innovatore nel campo dell'animazione. 
Verso gli anni Venti, si diffondono pellicole con numerose scene o trame che trattano come tema principale il tango. 

## Dal sonoro alCinema Liberazione

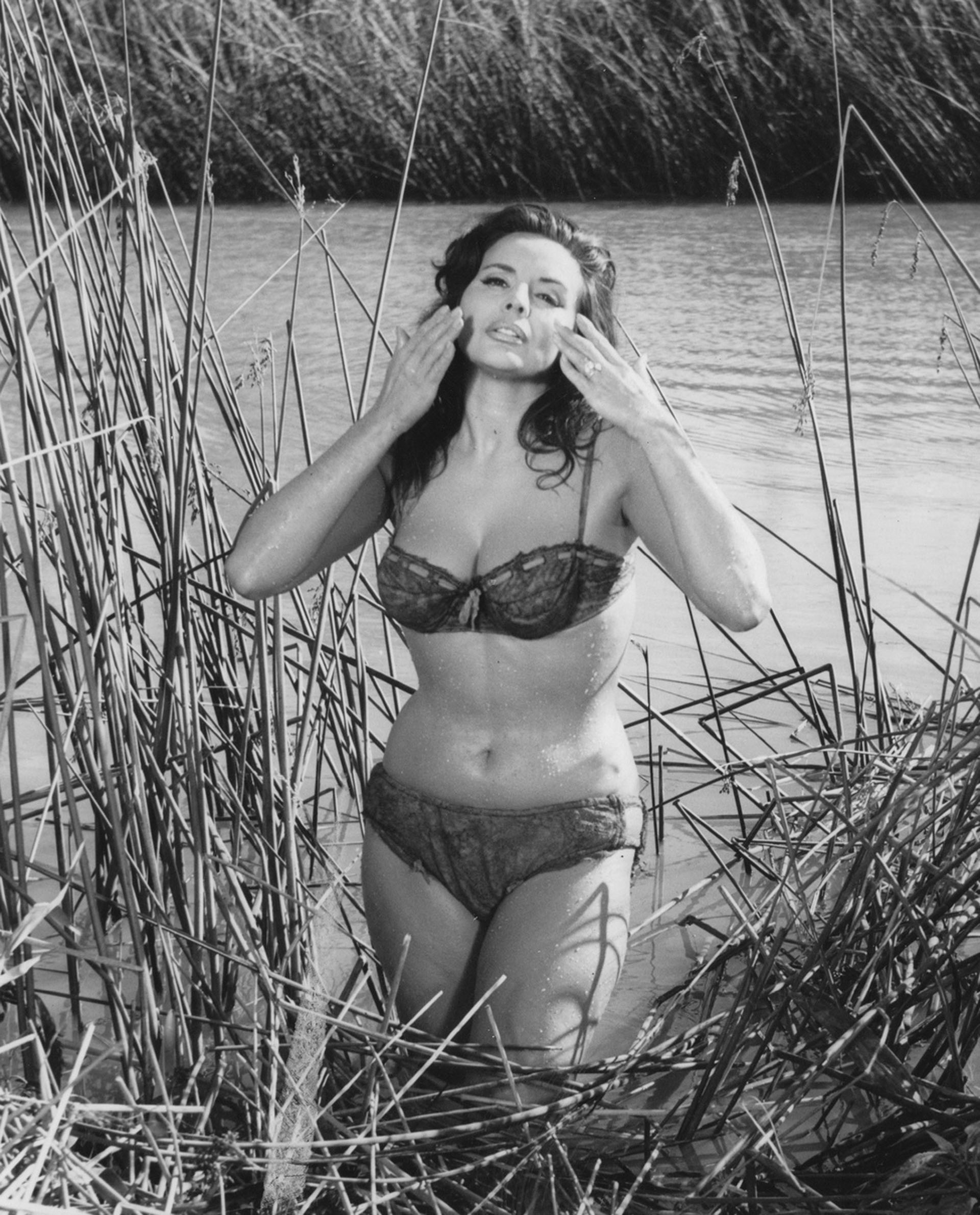
Isabel Sarli

Nel 1931, José A. Ferreyra dirige Muñequitas porteñas, il primo lungometraggio sonoro argentino. 
È l'epoca anche dello star system. Fra i divi che emergono si ricorda Amelia Bence e Armando Bó.
A causa del regime di Juan Peron, si instaura negli anni Quaranta una forte censura. Alcuni attori sono costretti a trovare rifugio altrove. Fra questi, si ricordano Alberto de Mendoza e Niní Marshall. 
Con il rovesciamento della dittatura, vengono prodotte pellicole più "libertine". Fra queste, va menzionato il cult El trueno entre las hojas, l'esordio della sex symbol Isabel Sarli, la prima attrice a mostrarsi nuda sui grandi schermi. 
Leopoldo Torre Nilsson è tra i primi registi ad essere premiato in panorama internazionale. Il suo La mano en la trampa si aggiudica una menzione speciale al Festival di Cannes. 
Narciso Ibáñez Menta diresse alcuni tra i lungometraggi thriller/horror più famosi. Il cinema d'exploitation sbanca ai botteghini.
Gli anni Sessanta virano verso una inversione di rotta: la settima arte diventa uno strumento di lotta politica, per la costruzione di un'identità nazionale. Ci si allontana dal modello statunitense, per sottolineare una forte denuncia contro l'oppressione americana. Fernando Ezequiel Solanas e Gerardo Vallejo fondano il collettivo Cinema Liberazione, uno dei primi esempi di cinema d'autore sperimentale argentino.

## Il regime dittatoriale
Con il ritorno al potere di Peron, i rappresentanti del Cinema Liberazione sostengono assiduamente il despota, nella speranza di una ripresa per il Paese. 
Quando viene instaurato, invece, il regime di Jorge Rafael Videla, la situazione cambia radicalmente. Il cinema subisce un forte declino, viene applicata una severa censura. Solanas e Vallejo, insieme ad altri cineasti, abbandonano lo stato sudamericano per scappare all'estero.

## Il ritorno alla democrazia

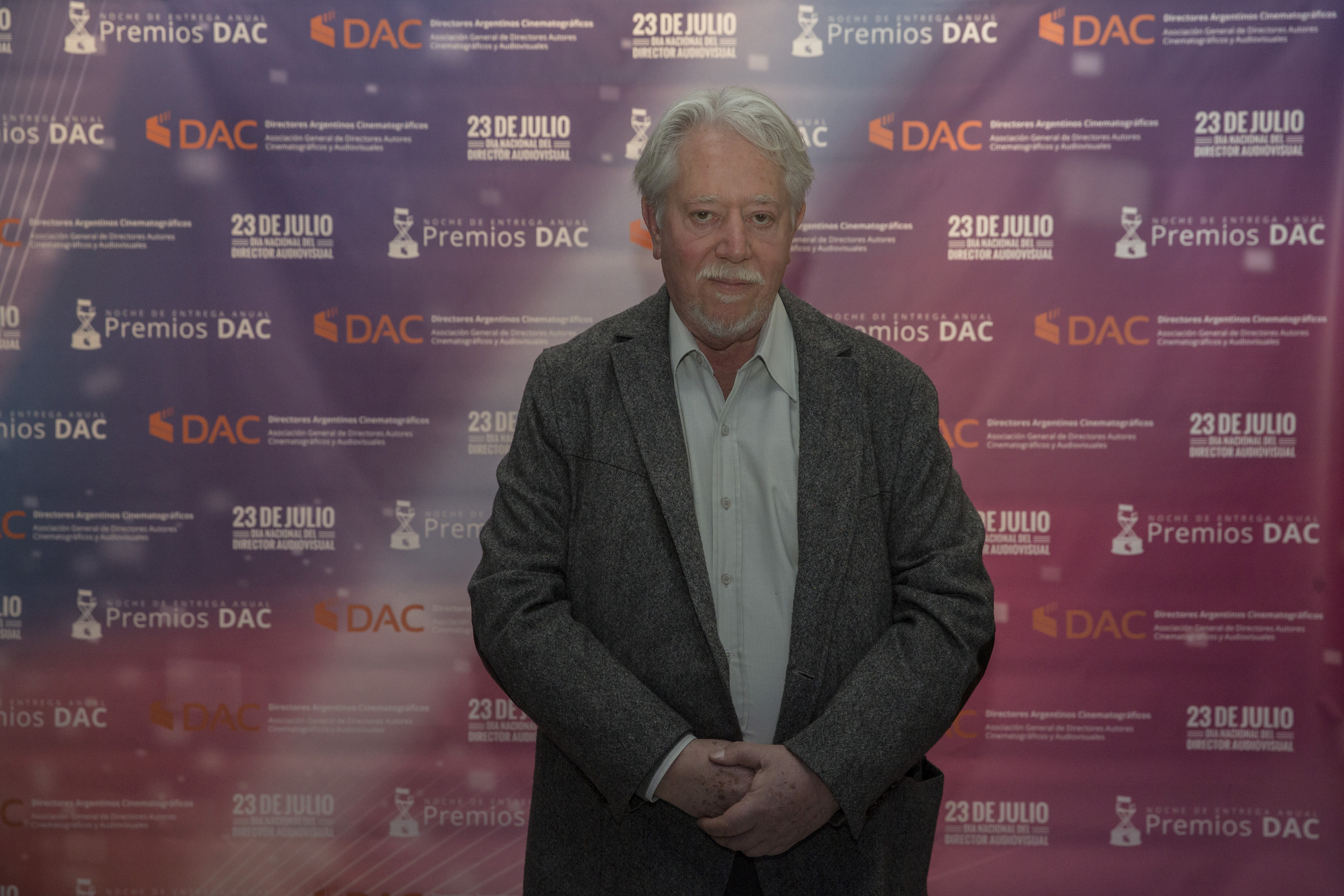
Luis Puenzo

Proclamata la Repubblica Argentina, il cinema risente di un nuovo andamento positivo. Luis Puenzo è il primo regista ad aggiudicarsi un premio Oscar, nel 1986, per La storia ufficiale. Precedentemente, nel 1975, il primo film argentino candidato per l'Oscar al miglior film straniero fu La tregua diretto da Sergio Renán. Héctor Olivera dirige numerose co produzioni low budget insieme a Roger Corman. È, inoltre, autore del cult La notte delle matite spezzate, lungometraggio storico ambientato durante la dittatura di Videla.
Dopo un periodo di crisi economica dovuta all'inflazione, negli anni Duemila si torna a girare assiduamente, grazie ad un intervento politico volto alla ripresa della settima arte. Si afferma una nuova generazione di cineasti che ha iniziato a raccontare il proprio paese. Alejandro Agresti, Pablo Trapero, Marco Bechis, Lucrecia Martel e Lisandro Alonso sono i nuovi volti del cosiddetto Nuovo Cinema Argentino. 
Diario del saccheggio e La dignità degli ultimi sono due documentari che parlano proprio della crisi economica e il suo regista, Fernando E. Solanas, è stato premiato alla Berlinale 2004 con l'Orso d'oro alla carriera. 
Tra le pellicole più importanti e premiate da segnalare: Garage Olimpo, vincitore del Globo d'oro e del David di Donatello, Il segreto dei suoi occhi, diretto da Juan José Campanella, Oscar al miglior film in lingua straniera nel 2010. Mentre Il figlio della sposa e Storie pazzesche, quest'ultimo prodotto da Pedro Almodóvar, sono stati entrambi candidati all'Oscar come miglior film straniero.
Un altro film che ha raccolto notevoli successi in vari festival è stato Nove regine, considerato un ottimo film di genere. La risonanza internazionale fu tale che di questo fu realizzato anche un remake americano, Criminal. 
Cosa piove dal cielo (2011) diretto da Sebastián Borensztein è stato premiato al Festival del Cinema di Roma con il Marc'Aurelio d'Oro al miglior film. Altri ottimi film sono Valentin, El aura, Il cittadino illustre, Il Clan (vincitore del premio alla regia del Festival di Venezia), Truman - Un vero amico è per sempre e Criminali come noi, il quale è stato un successo al botteghino oltre che vincitore del premio Goya.
Argentina 1985 (2022) indaga i temi del processo alla giunta militare nel difficile e fragile periodo del ritorno alla democrazia. Il film ha ottenuto il plauso della critica internazionale, partecipando a diversi importanti festival e aggiudicandosi un Golden Globe, un premio Goya e una nomination agli Oscar. Il protagonista del film è interpretato da Ricardo Darín, considerato da Quentin Tarantino il miglior attore argentino del cinema moderno, paragonandolo ad Al Pacino.